# Étavigny

Étavigny este o comună în departamentul Oise, Franța. În 1 ianuarie 2022 avea o populație de 177 de locuitori.